# Résolution 1912 du Conseil de sécurité des Nations unies
Membres permanents
- Chine
- États-Unis
- France
- Royaume-Uni
- Russie

Membres non permanents
- Autriche
- Bosnie-Herzégovine
- Brésil
- Gabon
- Japon
- Liban
- Mexique
- Nigéria
- Turquie
- Ouganda

Résolution no 1911 Résolution no 1913
La résolution 1912 du Conseil de sécurité des Nations unies fut adoptée à l'unanimité le 26 février 2010. Après avoir réaffirmé les résolutions 1599 (en) (de 2005), 1677 (en) (de 2006), 1690 (en) (de 2006), 1703 (en) (de 2006), 1704 (en) (de 2006), 1745 (en) (de 2007), 1802 (de 2008) et 1867 (de 2009) en plus de prendre note d'un rapport du Secrétaire général Ban Ki-moon, le Conseil a décidé de proroger le mandat de la Mission intégrée des Nations unies au Timor-Leste (MINUT) au Timor oriental jusqu'au 26 février, 2011.
Le Conseil a également approuvé la recommandation du Secrétaire général tendant à ce que la composante police de la MINUT soit reconfigurée, en abordant notamment son retrait, de sorte que les responsabilités de police de la Police nationale du Timor oriental (PNTL) puissent être rétablies lors d'une reprise progressive, conformément aux critères convenus dans l'accord commun entre le Gouvernement du Timor oriental et la MINUT. Selon le rapport du Secrétaire général, la présence policière internationale devait être ramenée de 1608 à 1280 d'ici la mi-2011. Il a exhorté les deux à continuer de coopérer pour mettre en œuvre rapidement le processus de reprise, demandant en outre à la MINUT d'assurer le maintien de la sécurité publique et d'intensifier ses efforts pour aider à poursuivre la formation et à renforcer la PNTL.
La résolution déclarait qu'il était nécessaire que les opérations et les règles d'engagement soient régulièrement mises à jour si nécessaire et soient pleinement conformes aux dispositions de la résolution. Le Conseil a demandé au Secrétaire général de lui rendre compte de cette question et de celle des pays fournisseurs de contingents et de policiers dans les 30 jours suivant l’adoption de la résolution. Le Conseil a également réaffirmé l’importance de la responsabilité et de la justice, exprimant son appui à la MINUT pour aider le gouvernement timorais tout en procédant à la réforme du système judiciaire.
Le Conseil a demandé à la MINUT de coopérer avec d'autres acteurs des Nations unies et d'autres organisations compétentes au Timor oriental pour aider le gouvernement timorais et d'autres institutions à concevoir des plans relatifs à la réduction de la pauvreté, à l'amélioration de l'éducation et à la promotion de moyens de subsistance durables et d'une croissance économique. En outre, il a demandé au Gouvernement du Timor oriental de renforcer les initiatives de consolidation de la paix, en particulier en ce qui concerne l’emploi, en se concentrant sur les zones rurales et la jeunesse, ainsi que sur le développement socioéconomique. Avant l'adoption de la résolution actuelle, le chef de la MINUT, Ameerah Haq, a déclaré que, depuis les troubles de 2006, le pays avait fait des "progrès remarquables", mais a averti que les objectifs de relèvement et de développement à long terme seraient difficiles à atteindre.
Le Conseil a conclu en demandant au Secrétaire général de lui rendre compte d'ici le 15 octobre 2010 des éléments concernant la reconfiguration de la composante police de la MINUT, et au plus tard le 26 janvier 2011, concernant les ajustements possibles du mandat et des effectifs de la MINUT.